# Palazzo Pitti

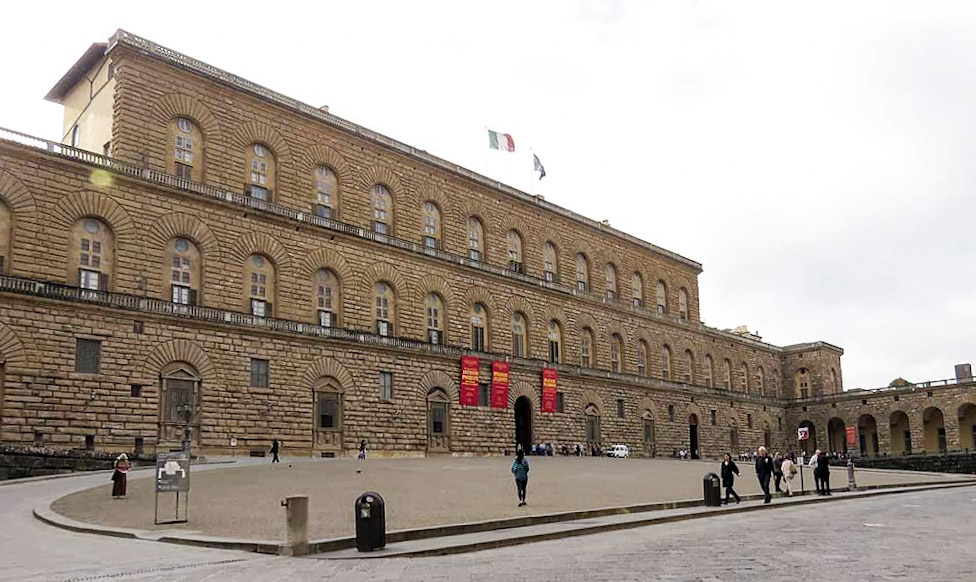
Palazzo Pitti – fasada

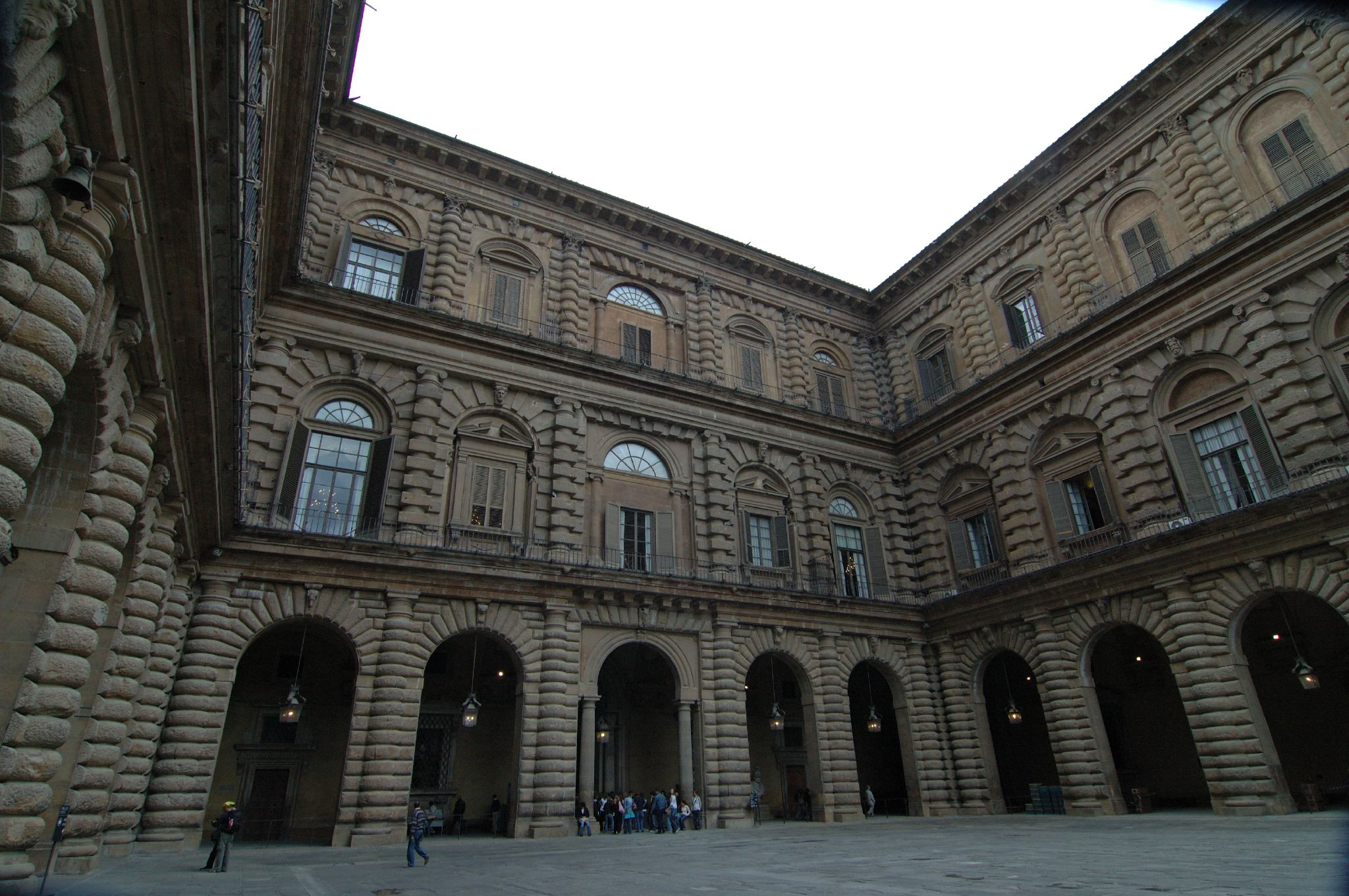
Palazzo Pitti – dziedziniec

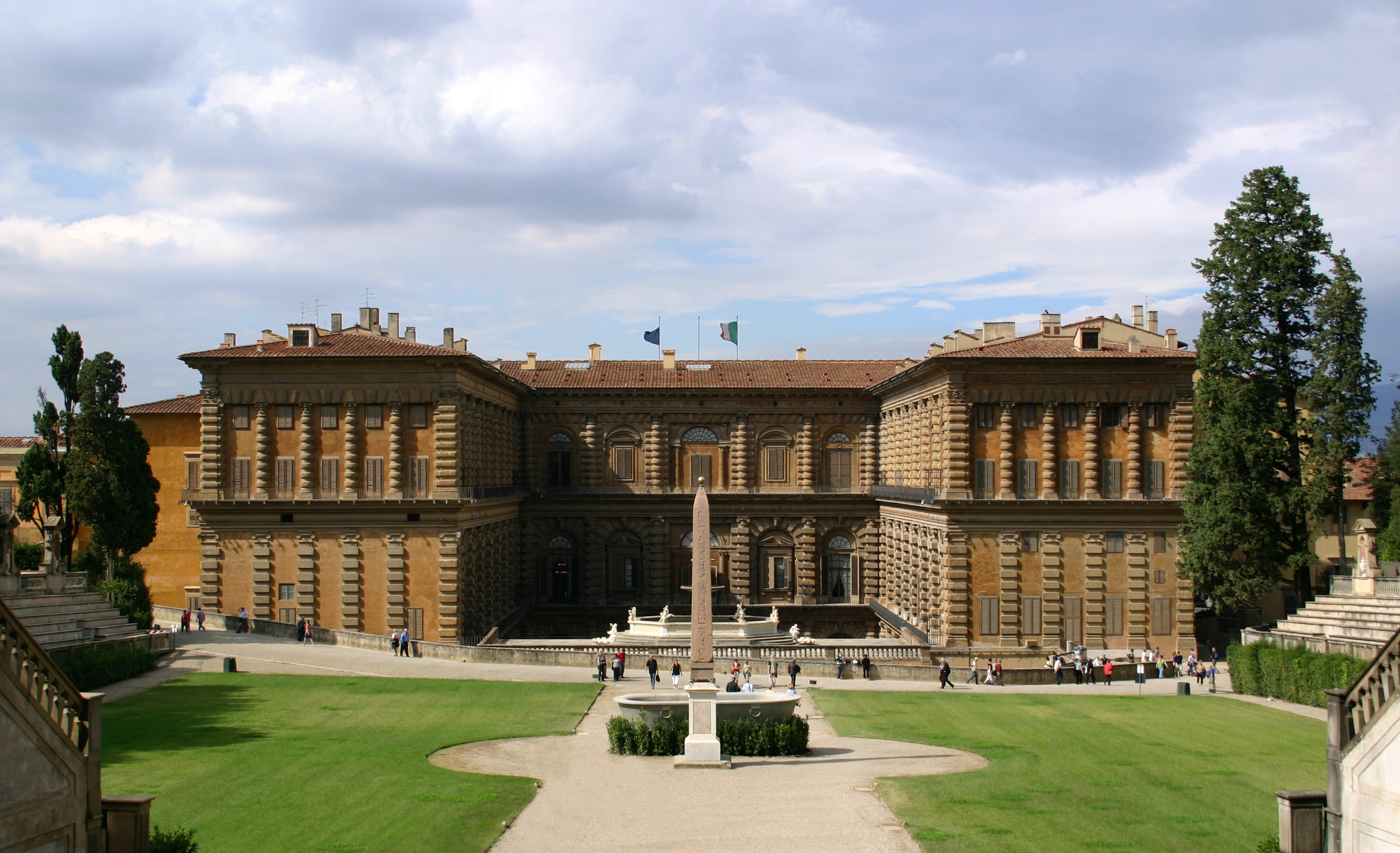
Palazzo Pitti – fasada od strony ogrodu

Palazzo Pitti, pałac Pittich – renesansowy pałac znajdujący się we Florencji. Położony jest na południowym brzegu rzeki Arno, niedaleko od Ponte Vecchio.
Budowę pałacu rozpoczął w 1458 roku florencki bankier Luca Pitti i z tego czasu pochodzi zasadnicza część dzisiejszej budowli. Nie ma pewności kto zaprojektował budynek. Zgodnie z XVI-wiecznym przekazem Giorgio Vasariego miał nim być Filippo Brunelleschi, jednak informacja ta wzbudza kontrowersje – budowę rozpoczęto bowiem dopiero 12 lat po śmierci Brunelleschiego, a ponadto kierownikiem budowy miał być według tego samego przekazu Luca Fancelli, wówczas jeszcze dziecko. Część badaczy, opierając się na cechach stylistycznych budynku, uważa pałac raczej za dzieło Leona Battisty Albertiego.
Budowę pałacu przerwano w 1472 roku, po śmierci właściciela. Do 1550 budynek stał nieukończony, aż kupili go florenccy Medyceusze na oficjalną rezydencję panujących w Wielkim Księstwie Toskanii i przebudowali.
Obecnie Palazzo Pitti stanowi największy kompleks muzealny we Florencji, składający się z:
- Galleria Palatina (m.in. dzieła malarskie Rafaela i Tycjana)
- Galleria d’Arte Moderna (Galeria Sztuki Współczesnej)
- Museo degli Argenti (Muzeum Wyrobów Srebrnych)
- Galleria del Costume (Galeria Kostiumów)